# Andrei Linde
Andrei Dmitrievitx Linde (en rus: Андре́й Дми́триевич Ли́нде; 2 de març de 1948) és un físic teòric rus-estatunidenc i Professor de Físiques "Harald Trampa Friis" a la Universitat Stanford.
Linde és un dels autors principals de la teoria de l'univers inflacionista, així com de la teoria d'inflació eterna i multivers. Es va llicenciar en ciència a la Universitat Estatal de Moscou. El 1975, Linde es va doctorar a l'Institut Lebedev de Moscou. Va treballar al CERN (Organització Europea per a la Recerca Nuclear) el 1989 i es va traslladar als Estats Units el 1990, on esdevindria professor de físiques a la Universitat Stanford.
Linde està casat amb la també física teòrica Renata Kallosh, amb qui té dos fills.
Linde ha guanyat nombrosos premis per la seva feina sobre la teoria de la inflació còsmica. El 2002 li va ser atorgada la Medalla Dirac, juntament amb Alan Guth de l'MIT i Paul Steinhardt de la Universitat de Princeton. El 2004 va rebre, juntament amb Alan Guth, el Premi Gruber de Cosmologia pel desenvolupament de la cosmologia inflacionista. El 2012, de nou amb Alan Guth, fou el primer premiat pel Premi de Física Fonamental. El 2014 va rebre el Premi Kavli en Astrofísiques "pels seus estudis pioners sobre la teoria d'inflació còsmica", juntament amb Alan Guth i Aleksei Starobinski. El 2018 va rebre el Premi Gamow.
Linde és membre de l'Acadèmia Nacional de Ciències dels Estats Units i de l'Acadèmia Americana de les Arts i les Ciències.